# 名古屋市立植田南小学校
名古屋市立植田南小学校（なごやしりつ うえだみなみしょうがっこう）は、愛知県名古屋市天白区植田三丁目の公立小学校。

## 歴史

### 沿革
- 1988年（昭和63年）4月1日 - 名古屋市立植田南小学校として設立[1]。

### 児童数の変遷
『愛知県小中学校誌』（1998年）によると、児童数の変遷は以下の通りである。
| 1988年（昭和63年） | 684人 |  |
| 1997年（平成9年）  | 919人 |  |

## 通学区域
所管する名古屋市教育委員会は、2019年（令和元年）9月1日現在、天白区のうち、井口一丁目・植田一丁目・植田二丁目・植田三丁目・植田西三丁目・植田本町三丁目・植田南一丁目・植田南二丁目・植田南三丁目をそれぞれ通学区域として指定している。
また、卒業後の進学先は名古屋市立植田中学校となっている。

## 交通アクセス
名古屋市営地下鉄植田駅(鶴舞線)から徒歩4分　250m

### WEB
1. ↑  名古屋市教育委員会事務局総務部教育環境計画室計画係 (2019年9月1日). “名古屋市立小・中学校の通学区域一覧（天白区）” (PDF).   名古屋市. 2020年6月14日閲覧。
2. ↑  名古屋市教育委員会事務局総務部教育環境計画室計画係 (2018年4月1日). “名古屋市立中学校区一覧（小→中）” (PDF).   名古屋市. 2020年6月20日閲覧。

### 書籍
1. 1 2 3  六三制教育五十周年記念愛知県小中学校誌編集委員会 1998, p. 404.